# Blåbandsförbundet
Blåbandsförbundet (Sininauhaliitto) är en finländsk paraplyorganisation för diakonalt arbete bland missbrukare och hemlösa.
Bland förbundets medlemsorganisationer märks Caritas, Evangelisations- och fängelsemissionsföreningen, Gospel Riders Motorcykelklubb, Hangö gatumission, Kristna Hälso- och Nykterhetsförbundet, Helsingfors diakoniinstitut, Kristliga blåbandsförbundet för Rehabiliteringsarbete bland Alkohol- och Narkotikamissbrukare i Svenskfinland (KRAN), Samariagruppen, Blåbandsstiftelsen och Vita Bandet i Storhelsingfors.

## Nationellt och internationellt samarbete
Blåbandsförbundet tillhör Finlands social- och hälsoförbund (SOSTE), Nordiska Blåbands- och Blå kors-rådet, Nordic Alcohol and Drug Policy Network (NordAN) och Internationella Blå Korset. 